# Luc Réné Bell
Pour les articles homonymes, voir Bell.
Luc Réné Bell, né le 29 janvier 1948 à Makak dans le Nyong-et-Kéllé (région du Centre) et mort le 12 avril 2025, est un homme politique camerounais, membre du Rassemblement démocratique du peuple camerounais.

## Parcours scolaire
Luc Réné Bell obtient son baccalauréat en juin 1970. Il entre à l’École nationale supérieure de police et devient officier de police en 1971. Après quelques années d'expérience professionnelle, Luc Réné Bell est admis en 1977 à l'École nationale d'administration et de magistrature (ENAM) et en sort diplômé en 1980 comme administrateur civil.

## Parcours administratif et politique
À sa sortie de l’École nationale supérieure de police, Luc Réné Bell occupera successivement les fonctions de chef du bureau du personnel puis de chef du secrétariat particulier du ministre de la Jeunesse et des Sports, Félix Tonye Mbog en 1974. Ensuite, il sera nommé chef de la division administrative et juridique dans la province du Centre-Sud, puis premier adjoint préfectoral à Monatélé dans l'actuel département de la Lekié. Luc Réné Bell devient membre titulaire du Comité central du Rassemblement démocratique du peuple camerounais le 13 juin 1984. Il est aussitôt nommé secrétaire général de la province du Sud jusqu'au 5 février 1988. Il occupe ensuite les fonctions de gouverneur de la région du Nord-Ouest entre 1992 et 1996. Le 19 octobre 1996, il est nommé gouverneur de la région de l’Ouest.  
Luc-René Bell occupe les fonctions de délégué général à la Sûreté nationale du 7 décembre 1997 au 18 mars 2000. 
Depuis les élections du 29 avril 2013, il est sénateur.

## Autorité traditionnelle
Sa Majesté Luc Réné Bell est chef supérieur de Bomabom dans l'arrondissement de Bondjock. Depuis le 3 août 2003, Luc René Bell est le président de l’association des chefs traditionnels du Nyong-et-Kéllé. Il est également vice-président de l'association des chefs traditionnels du Centre depuis 2004. Luc Réné Bell est membre titulaire du Comité central du Rassemblement démocratique du peuple camerounais.

## Vie privée
Marié et père de plusieurs enfants, il est entouré d’une grande famille.